# 纳久乡
纳久乡（藏語：ནག་ཆུ་），是中华人民共和国西藏自治区日喀则市仲巴县下辖的一个乡镇级行政单位。

## 行政区划
纳久乡下辖以下地区：
热苏村、贡东村和布荣村。